# Gahnia graminifolia
Gahnia graminifolia là loài thực vật có hoa trong họ Cói. Loài này được Rodway mô tả khoa học đầu tiên năm 1894.